# Seututie 855
Pour les articles homonymes, voir Route 855.
La route régionale 855 (finnois : Seututie 855) est une route régionale allant de Olhava à Ii jusqu'à Pudasjärvi en Finlande,,.

## Présentation
La seututie 855 est une route régionale d'Ostrobotnie du Nord.

## Parcours
- Ii
- Yli-Ii
- Pudasjärvi